# Mallophora doellojuradoi
Mallophora doellojuradoi är en tvåvingeart som beskrevs av Gemignani 1930. Mallophora doellojuradoi ingår i släktet Mallophora och familjen rovflugor. Inga underarter finns listade i Catalogue of Life.